# Robert de Nola
Pour les articles homonymes, voir Nola.
Robert de Nola, (ou en catalan Mestre Robert), qui se présente comme maître queux de Ferdinand Ier de Naples, est l'auteur du premier livre de cuisine catalane à avoir été imprimé en Catalogne. Il s’agit en réalité de la traduction ou plutôt de l’adaptation d’un ouvrage publié antérieurement en catalan médiéval en 1520 : le Llibre del Coch (Llibre de doctrina per a ben servir, de tallar y del art de coch cs de qualsevol manera, potatges y salses compost per lo diligent mestre Robert coch del Serenissimo senyor Don Ferrando Rey de Napols. La version espagnole, remaniée, complétée, sort en 1525, à Tolède. L’œuvre, largement diffusée et réimprimée, va d’autre part être largement copiée et imitée lorsque d’autres ouvrages seront à leur tour largement publiés. Il faut attendre pour cela 1599, date à laquelle est publié El Arte de Cocina de Diego Granado, qui copie en grande partie celui de Nola.